# Val-d'Épy (comuna suprimida)
Val-d'Épy era una comuna nueva francesa situada en el departamento de Jura, de la región de Borgoña-Franco Condado que el uno de enero de 2018 fue suprimida al fusionarse con la comuna de La Balme-d'Épy, pasando sus comunas delegadas a formar parte de la comuna nueva de Val-d'Épy.

## Historia
Fue creada el uno de enero de 2016, en aplicación de una resolución del prefecto de Jura de 30 de noviembre de 2015 con la unión de las comunas de Florentia, Nantey, Senaud y Val-d'Épy, pasando a estar el ayuntamiento en la antigua comuna de Val-d'Épy.

## Demografía
| Gráfica de evolución demográfica de Val-d'Épy entre 1800 y 2014 |
|                                                                 |

Los datos entre 1800 y 2015 son el resultado de sumar los parciales de las siete comunas que forman la nueva comuna de Val-d'Épy, cuyos datos se han cogido de 1800 a 1999, para las comunas de Florentia, Lanéria, Nantey, Poisoux, Senaud, Tarciat y Val-d'Épy de la página francesa EHESS/Cassini. Los demás datos se han cogido de la página del INSEE.

## Composición
| Comuna delegada | Código INSEE | Población (2013) | Superficie (km²) | Densidad (hab./km²) |
| --------------- | ------------ | ---------------- | ---------------- | ------------------- |
| Florentia       | 39226        | 31               | 3.18             | 10                  |
| Nantey          | 39382        | 64               | 6.50             | 10                  |
| Senaud          | 39509        | 50               | 4.06             | 12                  |
| Val-d'Épy       | 39209        | 150              | 8.64             | 17                  |